# Milán-San Remo 1949
La Milán-San Remo 1949 fue la 40.ª edición de la Milán-San Remo. La carrera se disputó el 19 de marzo de 1949, siendo el vencedor final el italiano Gino Bartali, que se impuso en solitario en la meta de San Remo. De esta manera, conseguía su tercera victoria en esta carrera.

## Clasificación final
| Posición | Ciclista             | Equipo           | Tiempo     |
| -------- | -------------------- | ---------------- | ---------- |
| 1        | Fausto Coppi         | Bianchi-Ursus    | 7h 22' 25" |
| 2        | Vito Ortelli         | Olympia          | + 4' 17"   |
| 3        | Fiorenzo Magni       | Wilier-Triestina | m. t.      |
| 4        | Italo de Zan         | Lygie            | m. t.      |
| 5        | Vincenzo Rossello    | Legnano          | m. t.      |
| 6        | Edouard Fachleitner  | France Sport     | m. t.      |
| 7        | Fermo Camellini      | Riva Sport       | m. t.      |
| 8        | Ernest Sterckx       | Ganna            | + 5' 46"   |
| 9        | Maurice Desimpelaere | Alcyon-Dunlop    | m. t.      |
| 10       | Silvio Pedroni       | Frejus           | + 5' 50"   |